# 聖城日
聖城日（روز جهانی قدس）是每年伊斯蘭教齋戒月最後一個星期五（主麻日）舉行的親巴勒斯坦活動，旨在表達對巴勒斯坦人的支持，反對以色列和猶太復國主義。聖城日來自耶路撒冷的阿拉伯語名稱。  
聖城日活動於1979年在伊朗革命後不久首次舉行，創立這個節日部分原因是為了反對以色列的耶路撒冷日。以色列人自1968年5月起就開始慶祝耶路撒冷日，並於1998年被以色列議會宣佈為國慶日。如今，世界各地的穆斯林國家及非穆斯林社區都會在聖城日舉行集會，抗議以色列佔領東耶路撒冷。
批評聖城日的人認為，聖城日是反猶太主義的。在伊朗，這一天人們廣泛發表演講（其中一些否認大屠殺），集會上經常高呼“以色列去死，美國去死”，人群踐踏和焚燒以色列國旗。聖城日集會也以反對其他國家和事業的示威活動為特色。